# Romke de Waard
Romke de Waard (Groningen, 5 april 1919 - Voorschoten, 4 september 2003) was een Nederlandse rechter en amateur-beiaardier.

## Levensloop
De Waard was zoon van Maria Jacoba Radijs en Sijtze Klaas de Waard. Vader was advocaat en procureur en zoon van Antje Wiersma  en Romke de Waard (1863-1940), een progressieve huisarts en langjarig gemeenteraadslid te Groningen. Zelf van hij getrouwd met Johanna Maria Welbergen.

## Carrière
Hij studeerde rechten aan de Universiteit van Groningen. Hij werd waarnemend griffier bij de rechtbank in Groningen en was vanaf 1947 substituut-griffier in het Palies van Justitie in Amsterdam. Vanaf 1956 tot in de jaren 60 was hij rechter in Amsterdam. In 1969 werd hij benoemd tot raadsheer in het gerechtshof en in 1978 tot raadsheer in de Hoge Raad. In 1981-1982 was hij ook president van de Nederlandse Juristen-Vereniging.

## Muziek
Hij werd verder  vooral bekend als een van de grootste draaiorgelpropagandisten van Nederland. Hij was medeoprichter van de vereniging Kring van Draaiorgelvrienden (KDV), en het Museum van Speelklok tot Pierement in Utrecht. Als kleine jongen beklom hij al met Jacob Everts de trappen van de Martinitoren om de klokken en het spel daarop te bewonderen. Op het Stedelijk Gymnasium Groningen leidde hij ook al een schoolorkest Eloquentia (hij stond er al op 16-jarige leeftijd voor). Hij werd daarop opgeleid, deels door Frieso Moolenaar en studeerde tijdens de Tweede Wereldoorlog muziektheorie en muziekgeschiedenis. Hij werd een virtuoze beiaardier en erelid van de Nederlands Klokkenspel Vereniging, waar hij veel advies werk verrichtte voor de bouw van nieuwe beiaarden in Nederland.   Hij had daarin enigszins de wind mee, want er werden in die jaren veel nieuwe klokken gegoten om de door de Duitsers gevorderde klokken te vervangen. Tevens was er een nieuwe generatie beiaardiers aan het opstaan. Van zijn hand kwamen veel bewerkingen, want in zin ogen begonnen de oude bewerkingen aardig oubollig te worden. 
Hij schreef onder meer Van speeldoos tot pierement (1960), Het draaiorgel (1971) en Catalogus Nationaal museum Van Speeldoos tot pierement. Op het muzikale vlak kreeg hij twee eerbetonen. Het draaiorgel Omke Romke is naar hem genoemd. Dit orgel is eigendom van de Stichting Stadsdraaiorgel Bolsward. Zijn portret is afgebeeld op het front van het draaiorgel De Vijf Prominenten. 